# لیا بالاگیان
لیا لوونی بالاگیان (ارمنی: Լիա Լևոնի Բալագյան؛ انگلیسی: Lia Balagyan زادهٔ ۲ سپتامبر ۱۹۳۹)، نویسنده و استاد دانشگاه اهل ارمنستان است.

## زندگی‌نامه
وی در ۲ سپتامبر ۱۹۳۹ در ایروان به دنیا آمد و در سال ۱۹۶۲ از دانشگاه دولتی ایروان فارغ‌التحصیل گشت. وی در آوانگارد (۱۹۵۸-۱۹۶۲) و دانشگاه دولتی ایروان (۱۹۶۲-۲۰۰۰) فعالیت کرده است.

## یادداشت
1. ↑  բանասիրական գիտությունների թեկնածու